# The Crusher
The Crusher je třetí studiové album švédské death metalové kapely Amon Amarth. Album vyšlo 8. května 2001. Reedice alba, vydaná v roce 2009 obsahuje bonusové CD se všemi písničkami z alba v živém provedení zahrané na Bloodshed festivalu 2008.

## Seznam skladeb
1. Bastards of a Lying Breed
2. Masters of War
3. The Sound of Eight Hooves
4. Risen From the Sea
5. As Long as the Raven Flies
6. A Fury Divine
7. Annihilation of Hammerfest
8. The Fall Through Ginnungagap
9. Releasing Surtur's Fire

### Bonusové CD z roku 2009
1. Bastards of a Lying Breed (živě)
2. Masters of War (živě)
3. The Sound of Eight Hooves (živě)
4. Risen From the Sea (živě)
5. As Long as the Raven Flies (živě)
6. A Fury Divine (živě)
7. Annihilation of Hammerfest (živě)
8. The Fall Through Ginnungagap (živě)
9. Releasing Surtur's Fire (živě)

## Obsazení
- Johan Hegg – zpěv
- Olavi Mikkonen – kytara
- Johan Söderberg – kytara
- Ted Lundström – baskytara
- Fredrik Andersson – bicí